# 马塞尔·昂塞纳
马塞尔·昂塞纳（法語：Marcel Hansenne，1917年1月24日—2002年3月22日），法国男子田径运动员，主攻中跑。他曾代表法国参加1948年夏季奥林匹克运动会田径比赛，获得男子800米铜牌。